# Quintin Dailey
Pour les articles homonymes, voir Quintin (homonymie) et Dailey.
Quintin "Q" Dailey, né le 22 janvier 1961 à Baltimore au Maryland et mort le 8 novembre 2010 à Las Vegas, est un joueur américain de basket-ball.

## Biographie
Arrière issu de l'université de San Francisco, il joua pour les Bulls de Chicago, les Los Angeles Clippers et les SuperSonics de Seattle en NBA.
La carrière de Dailey aura été perturbée par une série de problèmes personnels, notamment à cause d'accusations de viol à l'université de San Francisco. Des représentantes de la "National Organization for Women" protestèrent à l'extérieur des bureaux de vente des tickets des Bulls de Chicago après que l'équipe eut sélectionné Dailey lors de la draft 1982. Dailey manqua aussi beaucoup de matchs tout au long de sa carrière à cause de problèmes de drogue et, durant le mois de février 1985, il dut être hospitalisé pour usage de cocaïne. Cependant, quand il était en forme, Dailey était un joueur productif. Il fut nommé dans la "NBA All-Rookie Team" lors de la saison 1982-1983, inscrivant 18.2 points de moyenne en 1983-1984. Il joua sporadiquement jusqu'à ce que les SuperSonics de Seattle l'écartent en 1992, après avoir inscrit 7470 points en carrière.